# میرزاقلی بهرام بیگی
میرازقلی بهرام بیگی، روستایی از توابع بخش پاتاوه شهرستان دنا در استان کهگیلویه و بویراحمد ایران است.

## جمعیت
این روستا در دهستان پاتاوه قرار دارد و براساس سرشماری مرکز آمار ایران در سال ۱۳۸۵، جمعیت آن ۱۶۸ نفر (۳۰خانوار) بوده‌است.